# Matej Vuk
Matej Vuk, né le 10 juin 2000 à Čakovec en Croatie, est un footballeur croate qui évolue au poste d'ailier gauche au HNK Rijeka.

## Biographie

### Carrière en club
Né à Čakovec en Croatie, Matej Vuk est formé par le HNK Rijeka. Il commence toutefois sa carrière à l'Inter Zaprešić, où il est prêté en 2018. Il joue son premier match en professionnel le 28 juillet 2018, lors de la première journée de la saison 2018-2019 de première division croate face au NK Lokomotiva Zagreb. Il est titulaire lors de cette rencontre perdue par son équipe sur le score de quatre buts à zéro.
En septembre 2020, il est prêté pour une saison au NK Istra,. Il marque dès son premier match pour le NK Istra, en ouvrant le score face au HNK Gorica, le 19 septembre 2020 (2-2 score final).

### En sélection nationale
Matej Vuk joue son premier match avec l'équipe de Croatie espoirs face à la Lituanie, le 17 novembre 2020. Il est titularisé avant d'être remplacé par Luka Ivanušec et son équipe s'impose largement par sept buts à zéro. Il est retenu avec cette sélection pour disputer le championnat d'Europe espoirs en 2021, où il remplace Luka Sučić initialement dans la liste mais forfait pour cause de blessure. Vuk reste cependant sur le banc des remplaçants lors de cette compétition, et ne fait aucune apparition.